# Орля-Ноуе
Орля-Ноуе (рум. Orlea Nouă) — село у повіті Олт в Румунії. Входить до складу комуни Орля.
Село розташоване на відстані 158 км на південний захід від Бухареста, 75 км на південь від Слатіни, 76 км на південний схід від Крайови.

## Населення
За даними перепису населення 2002 року у селі проживали 911 осіб, з них 910 осіб (99,9%) румунів. Рідною мовою 910 осіб (99,9%) назвали румунську.